# Antoine Fabre d'Olivet
Pour les articles homonymes, voir Antoine Fabre (homonymie) et Fabre.
Antoine Fabre d’Olivet, né le 8 décembre 1767 à Ganges et mort le 27 mars 1825 à Paris, est un écrivain, philologue et occultiste français. L’importante partie de sa production qu’il a, comme écrivain et philologue, consacrée à la langue provençale fait de lui un des précurseurs de la renaissance du Félibrige.

## Sa vie et son œuvre

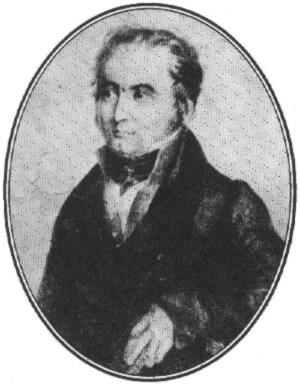
Portrait gravé d'Antoine Fabre d'Olivet.

Protestant cévenol, de la même famille que Jean Fabre (de Nîmes), fils d’un riche fabricant de bas de soie venu commercer à Paris, il grandit à Saint-Hippolyte-du-Fort et s’intéresse très tôt à la musique et aux belles-lettres. Patriote en 1789, il fait jouer plusieurs pièces révolutionnaires, puis renonce à la politique en 1791. Après la faillite de la maison familiale, Fabre d’Olivet tente de vivre de sa plume en fondant plusieurs journaux, parmi lesquels L’Invisible, journal politique, littéraire et moral  et Le Palladium de la Constitution. Il publie un roman et plusieurs œuvres musicales.

### La Langue hébraïque restituée
S’intéressant de plus en plus à la théosophie et à la philologie, il prépare La Langue hébraïque restituée et travaille sur La Musique expliquée.
Fabre d’Olivet prétendait avoir retrouvé le vrai sens de la langue hébraïque, qui était, disait-il, restée ignoré jusqu’à lui. Dans son ouvrage clef, La Langue hébraïque restituée, il reprend le cours historique du peuple hébreu et détaille la fracture linguistique de ce peuple à la suite de l’Exode après la chute de Jérusalem. Fabre d’Olivet estime qu’à la suite de l’Exode, l’esprit de la langue hébraïque a été perdu, sauf chez les Esséniens qui auraient gardé la compréhension orale des racines hébraïques. Il reprend dès lors, à partir de zéro, l’ensemble de la grammaire hébraïque ainsi que l’étude des racines linguistiques hébraïques en faisant un effort de systématisation.
Bien que ce livre hétérodoxe ne soit pas considéré comme une référence dans les études sur la langue hébraïque biblique, il a fait l’objet de nombreuses rééditions et influencera l’ésotérisme occidental de ces deux derniers siècles.
Fabre d’Olivet publie également Caïn, un ouvrage dans lequel il traduit et commente le célèbre poème de Lord Byron du même nom. Les commentaires de Fabre permettent d’éclairer les concepts métaphysiques abordés dans sa traduction de la Genèse dans La Langue Hébraïque restituée.
La préoccupation de Fabre d’Olivet pour l’étude de la musique l’amène aussi à approfondir sa conception de l’ouïe. Il va jusqu’à prétendre pouvoir guérir des sourds-muets par une méthode secrète et publie à ce sujet l’étude d’un cas clinique en 1811.

### La théodoxie
À la fin de sa vie, il fonde un culte nouveau, le culte théodoxique, sur lequel il publie deux ouvrages importants, L’Histoire philosophique du genre humain et La Théodoxie universelle. L’Histoire philosophique du genre humain est un essai de reconstitution de l’évolution de la pensée humaine à partir de déterminants significatifs selon Fabre d’Olivet. Il tente de mettre en exergue les différentes phases récurrentes du devenir humain sur la très longue durée, phases où alternent notamment des périodes dominées par la Nécessité ou la Providence.
Il fait aussi une traduction des Vers dorés de Pythagore, accompagnée de commentaires sur l’initiation pythagoricienne. Les Vers dorés ont été publiés sous forme de feuilleton dans la revue Le Voile d’Isis, organe hebdomadaire du Groupe indépendant d'études ésotériques de Paris, dirigé par Papus, du numéro 15 (25 février 1891) au no 40 (9 septembre 1891). En effet, Papus fut très influencé par la pensée de Fabre d’Olivet, à l’instar de nombreux occultistes tels qu'Éliphas Lévi.

### Famille et mort
Antoine Fabre d’Olivet meurt foudroyé d’une attaque d’apoplexie le 27 mars 1825. Il est dans un premier temps inhumé au cimetière du Montparnasse avant que sa dépouille soit transférée au cimetière du Père-Lachaise (10e division) où il repose aux côtés de son épouse Marie-Agathe Warin (†1876) et ses enfants. Son fils Dioclès Fabre d'Olivet (1811-1848), a été romancier et historien. Sa fille Julie-Agathe Fabre d'Olivet (1806-1871), élève d'Hortense Haudebourt-Lescot, a été peintre de genre et portraitiste ; elle a exposé au Salon de 1838 à 1848. Sa fille Eudoxie-Théonice Fabre d'Olivet (1817-1898), rentière, est morte brûlée vive dans l'incendie de sa chambre.

## L’occitanisme de Fabre d’Olivet

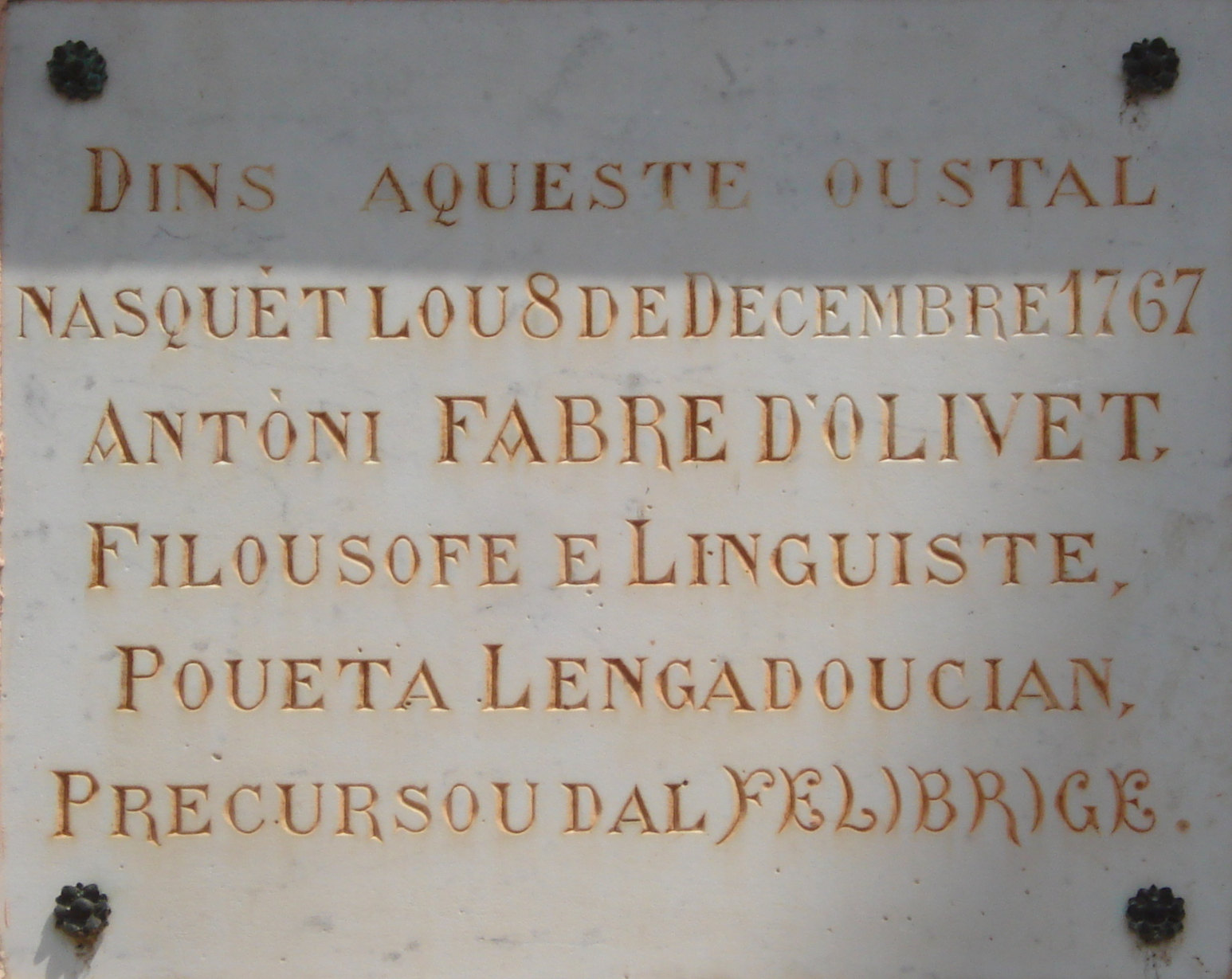
Plaquette rédigée en occitan sur la maison natale de Fabre d’Olivet à Ganges (Hérault).

Originaire de Ganges, Fabre d’Olivet maîtrisait parfaitement la langue d’oc. Son œuvre en occitan et sur l’occitan a été particulièrement étudiée par Robert Lafont. En 1787, il composa un poème : Força d’amour (Fòrça d’amor, en graphie classique). Voulant être « l’Ossian de l’Occitanie », il publie Le Troubadour, poésie occitanique du XIIIe siècle, une supercherie qui ne sera dénoncée par le grand philologue provençal Raynouard qu’en 1824 alors que la ficelle était grosse : Fabre d’Olivet explique avoir reçu le manuscrit des mains d’un certain Rescondut (« caché » en occitan). L’auteur remet par la même occasion en vogue le mot médiéval d’« occitan(ique) » alors que « provençal », « patois » ou « langue d’oc » étaient alors privilégiés. Le texte est en français émaillé de poèmes de l’auteur en langue d’oc.
Pour Lafont, Fabre d’Olivet « sait lire les troubadours et devance sûrement l’érudition romantique » ; et « Protestant, philosophe et républicain, il est très ému par le souvenir de la croisade albigeoise. À cette émotion il gagne la vision d’une nation sacrifiée, dont il se sent le restaurateur ».
Fabre d’Olivet composa également un poème philosophique (La Podestat de Dieu) puis, dans la veine romantique des frères Grimm, La pichòta masca (« La petite sorcière »). Enfin, l’un des gros morceaux de sa production occitaniste fut La Langue d’oc rétablie dans ses principes constitutifs, somme philologique mais aussi qui « contient sa part de délire » selon Lafont : véritable plaidoyer mais qui implique un rapprochement entre hébreu et occitan comme proches de la langue originelle de l’humanité.

## Ouvrages
- Le Quatorze de juillet 1789, fait historique en 1 acte et en vers, Paris, théâtre des Associés, juillet 1790.
- Toulon soumis, fait historique, opéra en un acte, Paris, théâtre national de l’Opéra, 4 mars 1794 Texte en ligne
- Le Sage de l’Indostan, drame philosophique en 1 acte et en vers, mêlé de chœurs de musique, Paris, Institut national des aveugles-travailleurs, thermidor an IV (1796)
- Azalaïs et le gentil Aimar, histoire provençale, traduite d’un ancien manuscrit provençal, Maradan, Paris, 1798,
- Lettres à Sophie sur l’histoire (2 vol., 1801). Réédition en un vol., précédée d'une introduction par Emmanuel Dufour-Kowalski. Collection Delphica, L’Âge d’Homme, Lausanne, 2009.
- Le Troubadour, poésies occitaniques (1803). Texte en ligne  Réédition : Lacour, Nîmes, 1997.
- Notions sur le sens de l’ouïe en général, et en particulier sur la guérison de Rodolphe Grivel, sourd-muet de naissance en une série de lettres écrites par Fabre d’Olivet (1811). Texte en ligne. Réédition de l'édition de 1819, augmentée des éclaircissements nécessaires, des Notes et des pièces justificatives à l'appui. Avec une introduction inédite d'Eudoxie Fabre d'Olivet, précédés de considérations préliminaires par Emmanuel Dufour-Kowalski. Nouvelle Bibliothèque Initiatique, série 2, no 6. Slatkine, Genève, 2014.
- Les Vers dorés de Pythagore, expliqués et traduits pour la première fois en vers eumolpiques français, précédés d’un Discours sur l’essence et la forme de la poésie, chez les principaux peuples de la terre (1813). Réédition : L’Âge d’homme, Lausanne, 1991 et 2010. Texte en ligne
- La Langue hébraïque restituée et le véritable sens des mots hébreux rétabli et prouvé par leur analyse radicale, ouvrage dans lequel on trouve réunis : (1) une dissertation sur l’origine de la parole ; (2) une grammaire hébraïque ; (3) une série de racines hébraïques ; (4) un discours préliminaire ; (5) une traduction en français des dix premiers chapitres du Sépher, contenant la Cosmogonie de Moyse (1815). Réédition : L’Âge d’homme, Lausanne, 1985. Nouvelle édition augmentée d'une lettre de Fabre d'Olivet à Monsieur La Grange et de la transcription imprimée du manuscrit de la Théodoxie Universelle. Collection Delphica L'Âge d'Homme, Lausanne, 2010. Texte en ligne 1 2
- De l’état social de l’homme, ou Vues philosophiques sur l’histoire du genre humain, précédées d’une dissertation introductive sur les motifs et l’objet de cet ouvrage (2 vol., 1822) Texte en ligne 1 2
- Caïn, mystère dramatique en trois actes de lord Byron, traduit en vers français et réfuté dans une suite de remarques philosophiques et critiques (1823). Réédition : Slatkine, Genève, 1981.
- Histoire philosophique du genre humain, ou L’homme considéré sous ses rapports religieux et politiques dans l’état social, à toutes les époques et chez les différents peuples de la terre, précédée d’une dissertation introductive sur les motifs et l’objet de cet ouvrage (2 vol., 1824). Réédition : Éditions traditionnelles, Paris, 1966.
- Le Retour aux beaux-arts, dithyrambe pour l’année 1824 (1824)

Publications posthumes
- La Musique expliquée comme science et comme art et considérée dans ses rapports analogiques avec les mystères religieux, la mythologie ancienne et l’histoire de la terre (1896). Réédition : L’Âge d’homme, Lausanne, 1974. Texte en ligne
- La Vraie Maçonnerie et la céleste culture, texte inédit avec introduction et notes critiques par Léon Cellier, Presses universitaires de France, Paris, 1952 ; La Proue, Lausanne, 1973.Réédition, coll. Delphica L'Âge d'Homme, 2010.
- Mes souvenirs, Boumendil, Nice, 1977.
- Miscellanea Fabre d’Olivet (1). Oratorio à l’occasion de la fête du sacre et du couronnement de S.M. l’Empereur. Prédictions politiques. Idamore ou le Prince africain. Vers à mes amis pour le jour de ma fête, publié par Gilbert Tappa, Boumendil, Nice, 1978.
- Miscellanea Fabre d’Olivet (2). Antoine Fabre d’Olivet et les concours de l’Institut : Discours sur les avantages et les inconvénients de la critique littéraire. Dissertation sur le rythme et la prosodie des anciens et des modernes, publié par Gilbert Tappa, Boumendil, Nice, 1982.
- La Langue d’Oc rétablie dans ses principes, Steinfeld, Ganges, 1989.